# Neufvy-sur-Aronde
Neufvy-sur-Aronde ist eine französische Gemeinde mit 278 Einwohnern (Stand: 1. Januar 2022) im Département Oise in der Region Hauts-de-France (vor 2016 Picardie). Sie gehört zum Arrondissement Compiègne und zum Kanton Estrées-Saint-Denis.

## Geographie
Neufvy-sur-Aronde liegt etwa 16 Kilometer nordwestlich von Compiègne. Umgeben wird Neufvy-sur-Aronde von den Nachbargemeinden Belloy im Norden, Lataule im Osten und Nordosten, Gournay-sur-Aronde im Osten und Südosten, Moyenneville im Süden und Südwesten, Wacquemoulin im Westen sowie Méry-la-Bataille im Nordwesten.

## Bevölkerungsentwicklung
| Jahr                       | 1962 | 1968 | 1975 | 1982 | 1990 | 1999 | 2006 | 2018 |
| Einwohner                  | 143  | 127  | 105  | 108  | 136  | 179  | 206  | 279  |
| Quellen: Cassini und INSEE |      |      |      |      |      |      |      |      |

## Sehenswürdigkeiten

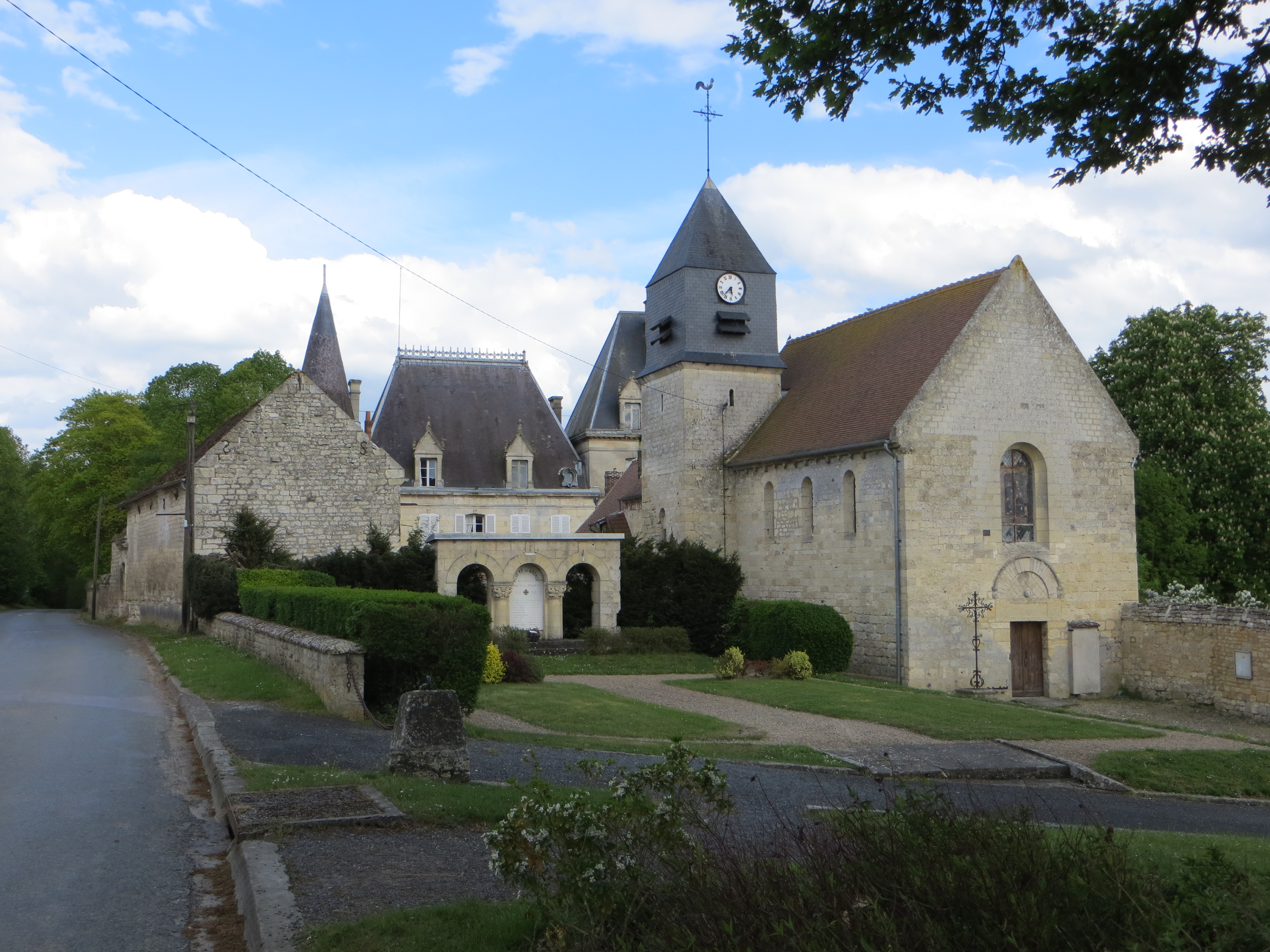
Kirche Saint-Pierre und Schloss

- Kirche Saint-Pierre
- Schloss